# Gurpreet Singh Sandhu
Gurpreet Singh Sandhu (* 3. Februar 1992 in Chamkaur Sahib, Punjab) ist ein indischer Fußballspieler. Er steht seit 2017 bei Bengaluru FC unter Vertrag. Er ist Mannschaftskapitän der indischen Nationalmannschaft.

## Karriere

### Anfänge in Indien
Gurpreet Singh Sandhu begann seine aktive Karriere beim East Bengal Club. Von 2010 bis 2011 wurde er an Pailan Arrows verliehen. Im Jahre 2012 absolvierte er ein Probetraining beim damaligen englischen Premier-League-Klub Wigan Athletic.

### Stabæk Fotball in Norwegen
Im August 2014 wechselte Singh in die norwegische erste Liga zu Stabæk Fotball und gab sein Debüt am 22. April 2015 beim 6:0-Sieg im Spiel der ersten Runde des norwegischen Pokalwettbewerbs gegen den Zweitligisten Runar IL. Er ist der jeweils erste indische Spieler, der in einem Pflichtspiel für einen europäischen Erstligisten, einem Spiel in einer höchsten Spielklasse in Europa (5:0-Sieg am 13. Spieltag der Tippeligaen-Saison 2016 gegen Start Kristiansand) und in einem Spiel eines europäischen Vereinswettbewerbs (Hinspiel der ersten Qualifikationsrunde zur UEFA Europa League gegen Connah’s Quay, 0:0) zum Einsatz kam. Im August 2017 verließ er Stabæk Fotball und kehrte nach Indien zurück.

### Rückkehr nach Indien
Im August 2017 schloss er sich Bengaluru FC an.